# Робертас Антініс (молодший)
Робертас Антініс (лит. Robertas Antinis; нар. 9 червня 1946, Каунас, Литовська РСР, СРСР) — литовський художник і скульптор; лауреат Національної премії Литви (2002); син скульптора Робертаса Антініса (старшого) (1898—1981).

## Біографія
Народився в 1946 році в Каунасі. У 1965 році закінчив Ризьке училище прикладного мистецтва, в 1970 році — Латвійську академію мистецтв. З 1997 року викладає в Каунаському художньому інституті; доцент (2009).

## Творчість
З 1969 року бере активну участь у виставках в Литві та за кордоном (Бельгія, Японія, Польща, Франція, Фінляндія, Угорщина, Німеччина, Естонія, Росія, Словенія, США, Італія). Персональні виставки відбулися в Каунасі (1971, 1974, 1987, 2007), Ризі (1977, 2000), Вільнюсі (1989, 2002 2015).
Робертас Антініс (молодший) одним із перших в литовському мистецтві почав використовувати нетрадиційні матеріали — пісок, вату, скло. З 1989 року створював інсталяції, перформанси, гепенінги. Один із членів групи художників „Post Ars“ (1989).
Найвідоміші скульптури:
- у Каунасі — «Сонце» (1985), «Дерево-хрест» (1991; архітектор Еугеніюс Мілюнас), пам'ятник загиблим під час Другої світової війни єврейським дітям «Дитяча Тора» у дворі хоральної синагоги (1994; архітектор Артурас Імбрасас); пам'ятник «Поле жертви» на місці самоспалення Ромаса Каланти (2002; архітектор Саулюс Юшкіс), «Один» (2002; архітектор Лінас Тулейкіс);
- у Рокишкісі — «Христос Скорботний» (1993; архітектор Еугеніюс Мілюнас);
- у Ризі — «Колодязь» (2009; архітектор Лінас Тулейкіс);
- у Вільнюсі — «Півгори» (архітектор Лінас Тулейкіс).

Твори зберігаються в Литовському художньому музеї у Вільнюсі.

## Нагороди та звання
- Офіцерський хрест ордена Великого князя Литовського Гедиміна (2002)
- Національна премія Литви в галузі літератури і мистецтва (2002)
- Золотий значок Спілки художників Литви (2014).